# Золочівський повіт
Золочівський повіт — адміністративна одиниця у складі Австро-Угорщини (Королівство Галичини і Володимирії), ЗУНР, Тернопільського воєводства Другої Польської республіки у 1921—1939 роках, СРСР (1939—1940). Адміністративний центр — місто Золочів, населення якого становило близько 15 000 осіб.
Територія сучасного Золочівського району Львівської області.

## Географія
Межував з Радехівським повітом на півночі, Бродівським — на північному сході, Зборівським — на південному сході, Перемишлянським — на південному заході та Кам'янецьким — на північному заході.

## У складіКоролівства Галичини та Володимирії
Утворений у 1854 році. Під час адміністративної реформи місцевого самоврядування розпорядженням міністерства внутрішніх справ Австро-Угорщини 23 січня 1867 року ліквідовані округи та збільшені повіти, до Золочівського повіту приєднані Зборівський і Олеськівський повіти, структуру яких збережено в судовій адміністрації.
У 1890 році до складу повіту входило 140 самоврядних громад-гмін (8 міських і 132 сільські) та 131 фільварок. Територія повіту поділялась між трьома судовими повітами (Золочівський, Зборівський та Олеськівський). В повіті було 23 136 будинків та 148 808 мешканців, серед них: 97 957 греко-католиків, 29 460 римо-католиків, 20 947 юдеїв і 444 інших визнань. У товариських стосунках користувались переважно українською мовою — 96 799 осіб, польською — 51 071, німецькою — 721, іншими — 8.
У 1904 році з повіту був вилучений Зборівський судовий округ через утворення окремого Зборівського повіту.

## ЗУНР
Повіт входив до Тернопільської військової області ЗУНР. Повітовим комісаром був д-р Михайло Балтарович, судовий радник і адвокат. На судовий округ Олесько був призначений окремий комісар — судовий радник Володимир Бурин. Делегатами до УНРади були обрані: від міста Золочева — д-р Степан Юрик (УНДП); від повіту — Микола Загульський (УНДП).

## У складіПольської республіки
Включений до складу Тернопільського воєводства після утворення воєводства у 1920 році на окупованих землях ЗУНР.

### Зміни адміністративного поділу

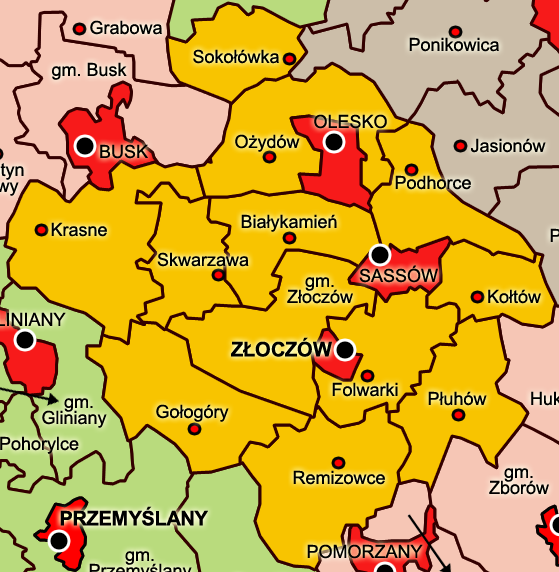
Золочівський повіт

1 квітня 1932 року села Острів і Русилів передані до Золочівського повіту з Кам'янко-Струмилівського повіту Тарнопольського воєводства.
1 серпня 1934 року здійснено новий поділ на сільські ґміни внаслідок об'єднання тогочасних (збережених від Австро-Угорщини) гмін, які позначали громаду села. Новоутворені ґміни відповідали волості — об'єднували громади кількох сіл або (в дуже рідкісних випадках) обмежувались єдиним дуже великим селом.

#### Міста (міські ґміни)
- місто Золочів;
- місто Олесько;
- містечко Сасів (від 1934 року — місто).

#### Сільські ґміни
Кількість:
- 1920—1932 роки — 85;
- 1932—1934 роки — 87;
- 1934—1939 роки — 12.

| Об'єднані сільські ґміни 1934 року | Об'єднані сільські ґміни 1934 року | Старі сільські ґміни | Кількість |
| ---------------------------------- | ---------------------------------- | --- | --------- |
| 1                                  | Ґміна Білий Камінь                 | Белзець, Білий Камінь, Бужок, Черемошня, Соболівка, Ушня | 6         |
| 2                                  | Ґміна Гологори                     | Гологори, Гологірки, Зашків, Кіндратів, Майдан-Гологірський, Митулин, Новосілки, Вільшаниця, Стінка, Трудовач                                                           | 10        |
| 3                                  | Ґміна Злочів                       | Бонишин, Городилів, Жуличі, Залісся, Княже, Ляцке Мале, Ляцке Велике, Почапи, Хильчиці, Ясенівці                                                                        | 10        |
| 4                                  | Ґміна Колтів                       | Верхобуж, Колтів, Кругів, Опаки, Руда-Колтівська, Хмелева | 6         |
| 5                                  | Ґміна Красне                       | Балучин, Безброди, Бортків (частина), Красне, Куткір, Мала Вільшанка, Острів (з 01.04.1932), Русилів (з 01.04.1932), Скнилів, Сторонибаби, Утішків, Фірлеївка (частина) | 12        |
| 6                                  | Ґміна Ожидів                       | Кути, Підлисся, Ожидів, Закомар'я, Хватів, Чішки, Юськовичі | 7         |
| 7                                  | Ґміна Плугів                       | Броніславівка, Зарваниця, Красносільці, Лука, Плугів, Підлипці, Риків, Малий Тростянець                                                                                 | 8         |
| 8                                  | Ґміна Підгірці                     | Гутисько Олеське, Гута-Верхобузька, Загірці, Побіч, Підгірці | 6         |
| 9                                  | Ґміна Ремізівці                    | Віцинь, Жуків, Коропець, Кропивна, Ремезівці, Сновичі, Угірці, Чижів, Шпиколоси                                                                                         | 9         |
| 10                                 | Ґміна Скварява                     | Бортків (частина), Островчик, Петричі, Скварява, Фірлеївка (частина) | 3         |
| 11                                 | Ґміна Соколівка                    | Боложинів, Переволочна, Соколівка | 3         |
| 12                                 | Ґміна Фільварки                    | Бенів, Вороняки, Єлиховичі, Заріччя, Зозулі, Струтин, Фільварки | 7         |

* Виділено містечка, що були у складі сільських ґмін та не мали міських прав.

### Населення
У 1907 році українці-грекокатолики становили 65 % населення повіту.
У 1939 році в повіті мешкало 126 230 осіб (78 695 українців-грекокатоликів — 62,34 %, 19 715 українців-латинників — 15,62 %, 14 700 поляків — 11,65 %, 2 035 польських колоністів міжвоєнного періоду — 1,61 %, 10 625 євреїв — 8,42 % і 460 німців та інших національностей — 0,36 %).
Опубліковані польським урядом цифри про національний склад повіту за результатами перепису 1931 року (з 118 609 населення ніби-то було аж 56 628 (47,74 %) поляків при 55 381 (46,69 %) українців, 6 066 (5,11 %) євреїв і 405 (0,34 %; німців) суперечать шематизмам і даним, отриманим від місцевих жителів (див. вище), та пропорціям за допольськими (австрійськими) і післяпольськими (радянським 1940 та німецьким 1943) переписами.

## Радянський період
27 листопада 1939 року повіт включено до новоутвореної Львівської області.
17 січня 1940 року Золочівський повіт ліквідовано, натомість, у результаті проведеної адміністративно-територіальної реформи, на його території утворені Золочівський, Красненський та Олеський райони.